# 江中藥業
江中药业（上交所：600750）又名華潤江中，是一家中華人民共和國的製藥公司，现由华润医药控股有限公司控股。旗下子公司有桑海药业、济生药业、宁夏朴卡酒业有限公司和江中杞浓酒业有限公司，主要产品有健胃消食片、复方草珊瑚含片等。

## 历史
公司前身是江西中医学院于1969年10月創辦的“江西药科学校红旗制药厂”，1982年，更名为“江西中医学院制药厂”。1985年，钟虹光担任该厂厂长，并进行体制改革，1990年，更名为“江中制药厂”。1998年江中集团重组江西东风药业股份有限公司後实现上市，改名江中药业。
2004年江中集团被列为江西省第一批20家省属国有重点企业，由校办企业改为直属于江西省国有资产监督管理委员会。2018年5月华润医药出资43亿元战略重组江中集团。2018年12月，江中药业出资收购南昌桑海制药、济生制药。2019年3月，“江西江中制药（集团）有限责任公司”更名为“华润江中制药集团有限责任公司”（简称华润江中）。

## 业务及产品

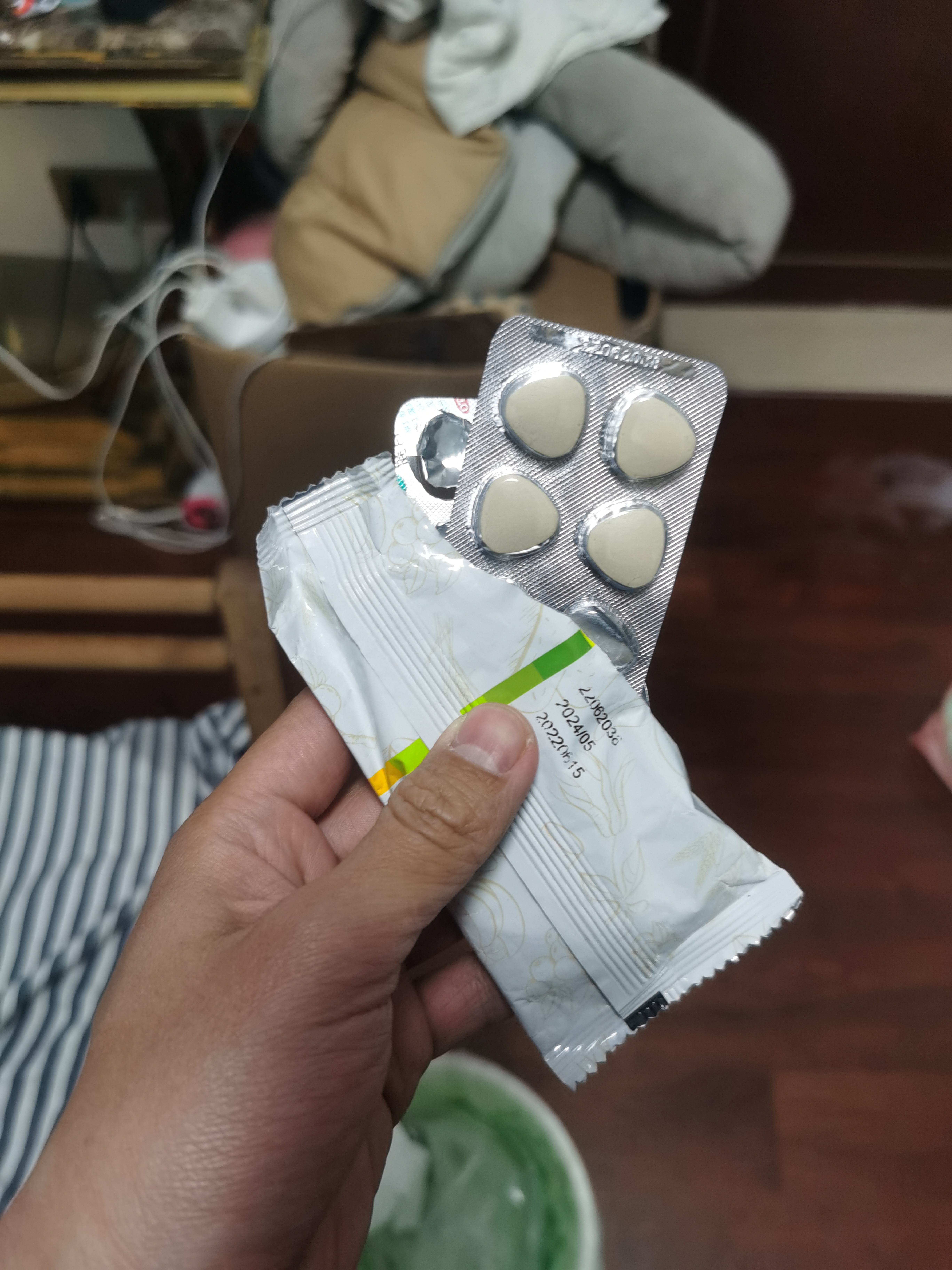
江中健胃消食片，为该公司主要产品之一

华润江中主要从事中成药、保健食品的研发、生产和销售，主要产品有健胃消食片、复方草珊瑚含片、乳酸菌素片、初元牌复合肽营养饮品、参灵草、博洛克、多维元素片（21）、杨济生牌排石颗粒、桑海牌八珍益母胶囊等。华润江中曾被誉为“广告营销拉动型”的典范，时任厂长钟虹光亲自为产品设计包装，并策划市场营销。1990年代，江中曾采用阿凡提形象，为健胃消食片制作了电视广告，其销售量得到迅速提升。
华润江中亦从事普通食品业务，旗下的“江中食疗”先后推出过猴姑饼干、猴姑米稀。其中猴姑饼干上市后便遭到消费者质疑没有广告宣称的养胃功效，其后遭到驳回，确认猴姑饼干“养胃”宣传不违法。